# Rohr im Gebirge
Rohr im Gebirge je obec v rakouské spolkové zemi Dolní Rakousy, v okrese Vídeňské Nové Město.
K 1. lednu 2014 zde žilo 475 obyvatel.